# 藤井武彦
藤井武彦（日语：／，1943年5月5日—2021年10月12日），日本政治人物，西伊豆町出身。

## 生平
1996年起，藤井武彦擔任四期西伊豆町町議会議員，共13年。
2009年4月24日，藤井就任西伊豆町長，任職兩屆，共8年。
2021年10月12日，藤井武彦在西伊豆町田子的家中因急性心臟衰竭去世，享壽78歲。